# فهرست پرندگان ایران
در ایران، تاکنون ۵۶۸ گونه پرنده شناسایی و ثبت شده‌اند که دو گونهٔ آن منحصراً بومی‌اند، سه گونه در اصل توسط انسان به محیط معرفی شده‌اند و چهارده گونه از آن‌ها نادر یا به‌طور تصادفی آنجا هستند. یکی از گونه‌های ذکر شده اکنون در ایران از میان رفته و در تعداد گونه‌ها به حساب آورده نشده است. نوزده گونه از پرندگان ایران در سطح جهانی تهدید می‌شوند. پرندگان ایران از قرار زیرند:

## مرغان گرمسیری
مرغ گرمسیری

## غواص‌سانان
غواص گلوسرخ
غواص گلوسیاه
غواص گلوسیاه (نام علمی: Gavia arctica) پرنده‌ای آبزی ساکن نیمکره شمالی است و یکی از گونه‌هایی است که توسط کارل لینه در سده هجدهم توصیف شد. این‌گونه همانند تمامی غواصان یک ماهی‌خوار متخصص است و طعمه‌اش را در زیر آب شکار می‌کند. غذایش اغلب از ماهی‌ها، حشرات، سخت‌پوستان و دوزیستان است.

## کشیم‌سانان
کشیم کوچک
کشیم گردن‌سرخ
کشیم کاکلی بزرگ
کشیم گوشدار
کشیم گردن‌سیاه

## مرغ‌های توفان و کبوترهای دریایی
کبوتردریایی مدیترانه‌ای
کبوتردریایی پاگوشتی
کبوتردریایی ایرانی

## مرغ‌های توفان

### مرغ توفان ویلسون
مرغ توفان ویلسون
این پرنده بیشتر در سواحل و جزیره‌های اقیانوس منجمد جنوبی زادآوری می‌کند.